# DFS Classic 1985
Il DFS Classic 1985  è stato un torneo di tennis giocato sull'erba. È stata la 4ª edizione del DFS Classic, che fa parte del Virginia Slims World Championship Series 1985. Si è giocato al Edgbaston Priory Club a Birmingham in Inghilterra, dal 10 al 16 giugno 1985.

## Campionesse

### Singolare
Pam Shriver ha battuto in finale  Betsy Nagelsen McCormack con il punteggio di 6–1, 6–0

### Doppio
Terry Holladay /  Sharon Walsh hanno battuto in finale  Elise Burgin /  Alycia Moulton con il punteggio di 6–4, 5–7, 6–3